# Høgskavlnasen
Høgskavlnasen (norwegisch für Hohe Schneewechtennase) ist eine Landspitze im ostantarktischen Königin-Maud-Land. Im Borg-Massiv bildet sie den südlichen Ausläufer des Høgskavlen.
Norwegische Kartographen, die sie in Anlehnung an die Benennung des Høgskavlen benannten, kartierten die Landspitze anhand geodätischer Vermessungen und Luftaufnahmen der Norwegisch-Britisch-Schwedischen Antarktisexpedition (1949–1952). 